# رضا ایرانمنش
محمدرضا ایرانمنش (زاده ۸ اردیبهشت ۱۳۴۶ در جیرفت) فارغ‌التحصیل بازیگری از دانشکده هنرهای زیبای دانشگاه تهران و فوق لیسانس کارگردانی از دانشگاه تربیت مدرس است.

## زندگی و فعالیت‌ها
او در سال ۱۳۴۶ در جیرفت در استان کرمان متولد شد. او در سال ۱۳۶۵ ازدواج می‌کند و در سال ۱۳۶۹ مدرک فوق لیسانس کارگردانی خود را از دانشگاه تربیت معلم دریافت می‌کند. او در بیش از ۶۰ فیلم سینمایی و مجموعه تلویزیونی حضور داشته‌است. در سال ۱۳۷۲ برای بازی در فیلم سجاده آتش نامزد دریافت بهترین بازیگر نقش اول مرد در دوازدهمین جشنواره فیلم فجر شد. او همچنین از جانبازان جنگ ایران و عراق است. در سن ۱۴ سالگی در سال ۱۳۶۰ با دستکاری شناسنامه خود عازم جبهه شد. او در بیشتر عملیات‌ها مانند والفجر مقدماتی والفجر ۳ و ۴ کربلای ۱، ۲ و ۴، مرصاد و فاو حضور داشته است و در عملیات والفجر ۸ به علت استشمام گاز خردل، جانباز شیمیایی می‌شود. به گزارش خبرنگار سینمایی فارس، «رضا ایرانمنش» بازیگر سینما و تلویزیون در روزهای پایانی فروردین‌ماه ۱۳۹۱ به کما رفت، اما در ۲۵ فروردین به هوش آمد. وی پس از به هوش آمدن در مصاحبه با خبرگزاری فارس گفت:
من تقریباً ۱۷ بار به بیمارستان رفتم، ۴ سال پیش هم یک بار به کما رفتم، شاید باورتان نشود اما من ۴ ساعت کاملاً مرده بودم و بعد از ۴ ساعت دوباره برگشتم. خاطرات واضحی را به یاد دارم، احساس می‌کردم در خلأ هستم، می‌توانستم خیلی سریع به هر جا که اراده کنم بروم. اما دلم نمی‌آمد از کنار جسمم آن طرف‌تر بروم، مثل یک رؤیا بود. یکی از بچه‌ها از به‌هوش آمدن من - بعد از یک ماه کم هوشی- فیلم گرفته بود، در فیلم دیدم که گریه و التماس می‌کنم و همه را به قرآن قسم می‌دهم که نمی‌خواهم برگردم، من سبک و رها بدون هیچ دردی در ابرها بودم، اما هر لحظه به زمین نزدیک‌تر می‌شدم دلم نمی‌خواست برگردم. اما بالاخره برگشتم و دوباره سنگین شدم دوباره دردها برگشتند. قبل از هوشیاری کامل صدای بوق دستگاه‌ها به من یادآوری می‌کردند که برگشته‌ام و می‌فهمم دوباره به «آتیه» آمده‌ام.»

## کارنامه هنری
| سال  | مجموعه تلویزیونی       | کارگردان                       | توضیحات                   |
| ۱۳۷۳ | بهاران در بهار         | غلامرضا رمضانی                 | شبکه ۲ رمضان ۷۳           |
| ۱۳۷۴ | ترور                   | حسین حکمت جو                   | شبکه ۱                    |
| ۱۳۷۵ | بر بال دوست            | مسعود آب پرور                  | شبکه ۳                    |
| ۱۳۷۵ | خبرنگار خارجی          | محمدحسین لطیفی                 | شبکه ۳                    |
| ۱۳۷۶ | مردان آنجلس            | فرج الله سلحشور                | شبکه ۱                    |
| ۱۳۷۶ | گالری ۹                | غلامرضا رمضانی                 | شبکه ۵                    |
| ۱۳۷۷ | لانه شیطان             | عبدالحسن برزیده                | شبکه ۱                    |
| ۱۳۷۷ | روایت انقلاب           | جمال شورجهجواد شمقدری          | شبکه ۲دهه فجر ۷۷          |
| ۱۳۷۹ | داستان یک شهر(سری دوم) | اصغر فرهادی                    | شبکه ۵                    |
| ۱۳۸۰ | نفس سنگ                | احمد بخشی                      | شبکه ۵                    |
| ۱۳۸۰ | پرونده‌های مجهول        | جمال شورجه                     | شبکه ۲                    |
| ۱۳۸۰ | روشنایی دشت            | عبدالله باکیده                 | شبکه ۲                    |
| ۱۳۸۱ | مدرسه خورشید           | حسین روشن بخش                  | شبکه ۲                    |
| ۱۳۸۱ | توپ گرد                | بهروز بقایی                    | شبکه ۱ گروه کودک و نوجوان |
| ۱۳۸۱ | آخرین آواز ققنوس       | مسعود تکاور                    | شبکه ۳                    |
| ۱۳۸۱ | گل مرداب               | پرویز امیرافشاری               | شبکه ۵                    |
| ۱۳۸۱ | دیوانه در شهر          | غلامرضا رمضانی                 | شبکه ۲ نوروز ۸۲           |
| ۱۳۸۳ | نسیم وصل               | محسن شهابی                     | شبکه ۱                    |
| ۱۳۸۴ | وفا                    | محمدحسین لطیفی                 | شبکه ۳ نوروز ۸۵           |
| ۱۳۸۵ | تا صبح                 | مجید جوانمردمحمدعلی باشه آهنگر | شبکه ۵                    |
| ۱۳۸۹ | ستایش                  | سعید سلطانی                    | شبکه ۳                    |
| ۱۳۹۰ | پیشواز                 | سعید ابراهیمی فر               | شبکه ۲ دهه فجر ۹۰         |
| ۱۳۹۹ | آخرخط                  | علی مسعودی                     | شبکه ۳ پخش تیر ۱۳۹۹       |
| ۱۴۰۱ | بی نشان                | راما قویدل                     | شبکه ۳ پخش مرداد ۱۴۰۱     |

 (۱۳۸۱)
 (۱۳۷۷)

### سینما
- نفرین آرتا (۱۴۰۰)
- شاهد عینی (۱۳۸۰)
- تلفن (۱۳۷۸)
- ترور (۱۳۷۶)
- کمین (۱۳۷۵)
- دکل (۱۳۷۴)
- آخرین شناسایی (۱۳۷۲)
- سجاده آتش (۱۳۷۲)

## افتخارات
- کاندید سیمرغ بلورین بهترین بازیگر نقش اول مرد برای فیلم سجاده آتش (دوره ۱۲ جشنواره فیلم فجر، سال ۱۳۷۲)